# 32399 Epifani
32399 Epifani este o planetă minoră (asteroid), cu un diametru de 3,826 km, din centura de asteroizi. A fost descoperită pe 20 august 2000 la Stația Anderson Mesa de Lowell Observatory Near-Earth-Object Search. 
Obiectul prezintă o orbită caracterizată de o semiaxă mare de 2,9148231 UAi, o excentricitate de 0,07, o înclinație de 1,01485 ° în raport cu ecliptica.